# Vysloužilí lvi
Vysloužilí lvi je americké komediální drama z roku 2003 od režiséra Tima McCanliese. Hlavní roli Waltera obsadili Haley Joel Osment a Josh Lucas.

## Příběh
Krajinou prolétá letadlo a kreslíř Walter Coleman (Josh Lucas) vzpomíná na své strýčky a své dětství.
Patnáctiletého Waltera Colemana (Haley Joel Osment) odváží jeho matka May k jeho prastrýčkům Hubovi (Robert Duvall) a Garthovi (Michael Caine), aby tam našel ukryté peníze. O jeho strýcích se proslýchají různé věci - například, že to jsou mafiáni apod. May poté odjede a strýčkové se vrací ke své obvyklé zábavě, střílení z brokovnic po obchodnících. Problémy začnou, když na statek přijedou protivní příbuzní (Michael O'Neill a Deirdre O'Connell), kteří chtějí získat peníze. Walter se rozhodne utéct, ale strýcové ho zadrží a přemluví ho, aby zůstal, aby se příbuzných zbavili. Walter přemluví strýčky, aby si koupili vystřelovač talířů. Příbuzní odjedou a na statku začne poklidný život. Jednoho večera najde Walter obrázek krásné dívky a vidí odcházet Huba k jezeru. Když ho chce probudit zadrží ho Garth a začne mu vyprávět příběh z dávných dob. V roce, kdy začala Velká válka, odjeli do Francie a užívali si. Bohužel, když chtěli odjet, zastavili je dva vojáci a u panáka je přemluvili k narukování do francouzské armády. Hub (Christian Kane) a Garth (Kevin Haberer) odjeli do Afriky a bojovali. Po skončení války začal Garth organizovat safari a starší Hub pomáhal arabským šejkům bojovat proti otrokářům. Jednou osvobodil také jednu dívku. Ta pracovala jako služka a vyprávěla své paní o Hubovi. Její paní se jmenovala Jasmína (Emmanuelle Vaugier) a chtěla se s Hubem setkat. Nakonec se do sebe zamilovali.
Najednou se Hub probudí a pošle je do postele, takže Garth nepoví Walterovi celý příběh. Dalšího dne si Hub s Garthem koupí starou lvici a chtějí ji zastřelit, aby z ní měli kožešinu a zároveň oživili vzpomínky. Walter jim v tom zabrání a slíbí, že se o lvici, kterou pojmenuje Jasmine, bude starat. Potom jedou koupit Jasmine žrádlo, a když nastupují do auta, tak Hub omdlí. Odvezou ho do nemocnice a tam chce Walter slyšet pokračování příběhu navzdory tomu, že mu Garth tvrdí, že to jsou jenom stařecké povídky. Když je Walter neoblomný, tak Garth pokračuje. Proti Hubovi a Jasmíně se postavil šejk (Adam Ozturk) ze sousední země, který byl nechutně bohatý a slíbil dvacet tisíc zlatých mincí tomu, kdo mu Huba přivede. Hub a Jasmína se mu dlouho bránili, ale šejk Jasmínu chytil a odvedl do svého harému. Hub Jasmínu vysvobodil, ale bych chycen Garthem a ten ho předvedl před šejka. Šejk Garthovi zaplatil a Hub dal odvést. Garth ale Hubovi pomohl utéct a sbalil peníze. Hub se utkal se šejkem a vyhrál. Nechal šejka žít a ten ho už nikdy nepronásledoval. Neměl na to totiž čas, protože jeho lidé nalezli ropu a šejk založil firmu na výrobu petroleje.
Dál to Garth odmítne vyprávět a řekne Walterovi, aby se zeptal Huba, jak to dopadlo. V tu chvíli Hub vyběhne z pokoje a je naštvaný, že mu sebrali kalhoty. Pak všichni utečou a cestou se staví v hospodě, kde je přepadnou výtržníci. Hub je přemůže a dá jim lekci, jak se z kluka stane muž. Na statek přijedou opět příbuzní a jejich děti (Jennifer Stone, Mitchel Musso, Marc Musso) pustí Jasmine z bedny. Nakonec se ukáže, že Jasmine má Waltra ráda a vypustí jí do kukuřice. Jednou v noci se zeptá Huba, co se stalo s Jasmínou a Hub mu odpoví, že zemřela při porodu. Walter ho přemluví, aby Hub neumíral a počkal, dokud Walter nevyroste. Hub mu to slíbí. Život na statku pokračuje v tom nejlepším pořádku, dokud nepřijede May se svým novým přítelem. Ten začne Waltera nutit, aby mu prozradil, kam schovali Hub s Gartem peníze a Walter mu to odmítne prozradit. Nakonec Stan Waltera napadne a v tom se na Stana vrhne Jasmine. V prudkém rozčilení ale Jasmine zemře. Garth a Hub ji pochovají do kukuřice. Walter pak odjíždí, ale May mu řekne, že budou žít se Stanem ve Vegas. Walter vyskočí z auta a nakonec May přemluví, aby ho nechala na statku.
V tom zazvoní telefon a vlákno vzpomínek se přetrhne. Volající je šerif a chce, aby Walter přijel na statek. Walter tam přijede a zjistí že strýčkové se vybourali s letadlem. Oba zemřeli a do své poslední vůle uvedli jenom Waltera. Ten zdědil statek, peníze a jachtu. Přečetl si i jejich poslední přání a to aby byli pohřbeni vedle Jasmine. Za Walterem přilétá vrtulník, ze kterého vyskakuje Arab (Eric Balfour) a k Walterově překvapení potvrdí Garthovi příběhy.

## Obsazení
- Walter - Haley Joel Osment/Josh Lucas
- Hub - Robert Duvall/Christian Kane
- Garth - Michael Caine/Kevin Haberer
- May - Kyra Sedgwick
- Stan - Nicky Katt
- Ralf - Michael O'Neill
- Helen - Deirdre O'Connell
- Jasmína - Emmanuelle Vaugier